# Тихо (лунный кратер)
Ти́хо (лат. Tycho) — 85-километровый ударный кратер на Луне, в южной части видимой стороны. Назван в честь датского астронома и алхимика XVI века Тихо Браге. Это один из наиболее интересных лунных кратеров: он окружён самой заметной на Луне системой светлых лучей, простирающихся на тысячи километров. Особенно хорошо они видны в полнолуние, но различимы и тогда, когда освещены только светом Земли.
Окрестности Тихо усеяны множеством других кратеров разных размеров. Некоторые из них являются вторичными (образованы телами, выброшенными при ударе, создавшем Тихо).

## Описание

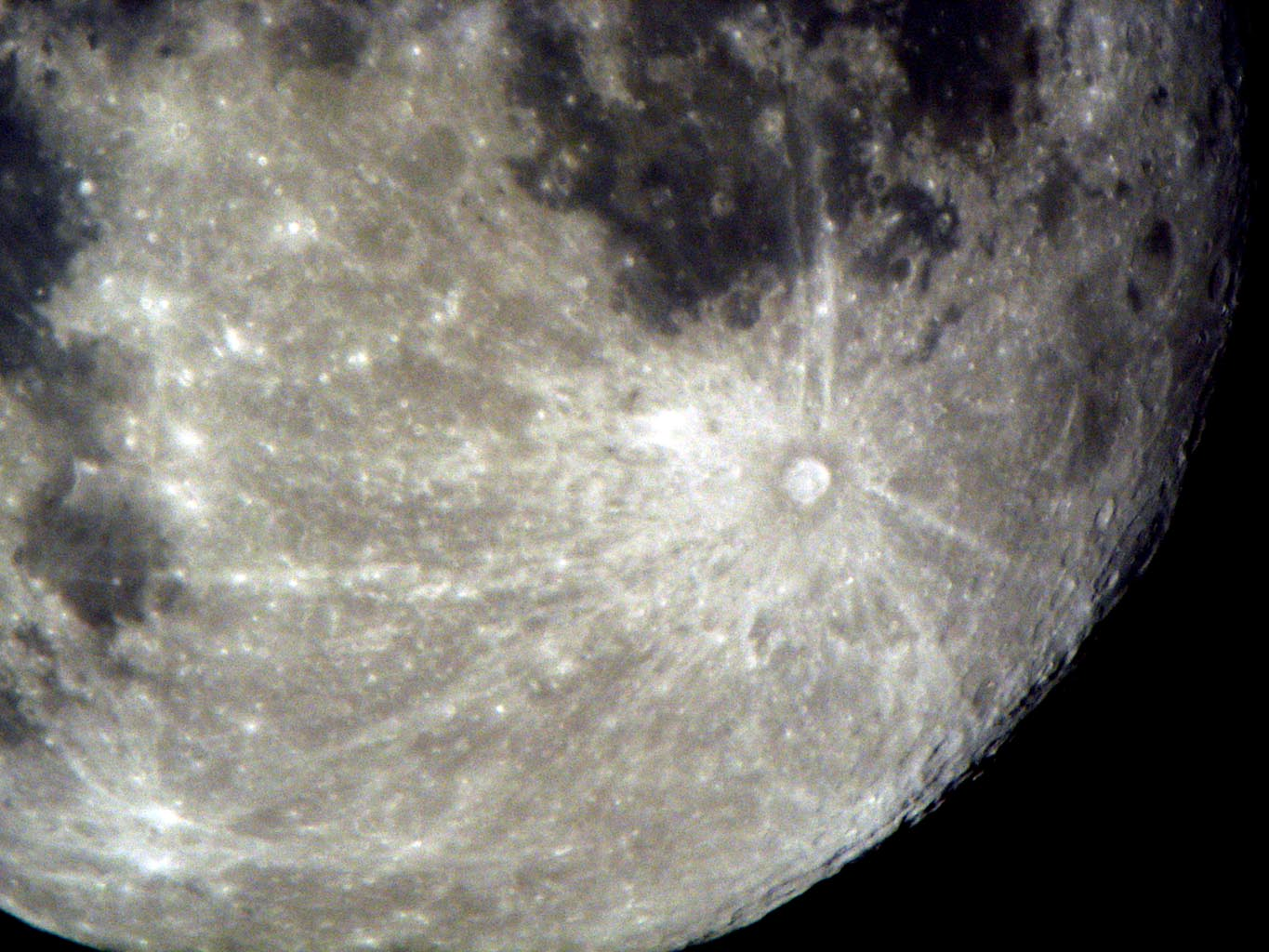
Лучи, расходящиеся от кратера Тихо.

Тихо — самый молодой из крупных кратеров Луны: он появился всего 109±4 млн лет назад (в коперниковском периоде). Поэтому он хорошо сохранился: его не разрушили последующие удары. Не успели ещё исчезнуть и окружающие его лучи, состоящие из выброшенных при его появлении пород. Со временем они темнеют под действием космического выветривания, поэтому у древних кратеров не наблюдаются. В соответствии с одной из теорий, кратер мог быть образован астероидом, принадлежащим к семейству Баптистины.
Ближайшими соседями кратера являются: кратер Вильгельм на западе; кратер Хейнзиус на северо-западе; кратер Сассерид на севере-северо-востоке; кратер Оронций на северо-западе; кратер Пикте на востоке; кратер Стрит на юге и кратер Браун на западе-юго-западе. На севере от кратера расположено Море Облаков.
Диаметр Тихо — 85 км. Внутренний склон вала кратера ярко выраженной террасовидной структуры, в центре чаши расположен массивный центральный пик, возвышающийся над уровнем дна на 2,4 км, а вал кратера — в среднем на 4,7 км (в наивысшей точке — более 5 км). Состав центрального пика — габбро-норито-троктолитовый анортозит с содержанием плагиоклаза 80—85 % (GNTA2), анортозитовый габбро (AG), анортозитовый габбро-норит (AGN) и габбро (G). Дно Тихо довольно яркое, а снаружи он окружён тёмным кольцом шириной около 60 км. Возможно, оно образовано материалом, выброшенным ударом с глубины. Дальше опять начинается яркая поверхность — «ореол», переходящий в лучи. У этого кратера более ста лучей, кратер Тихо включен в список кратеров с яркой системой лучей Ассоциации лунной и планетарной астрономии (ALPO).

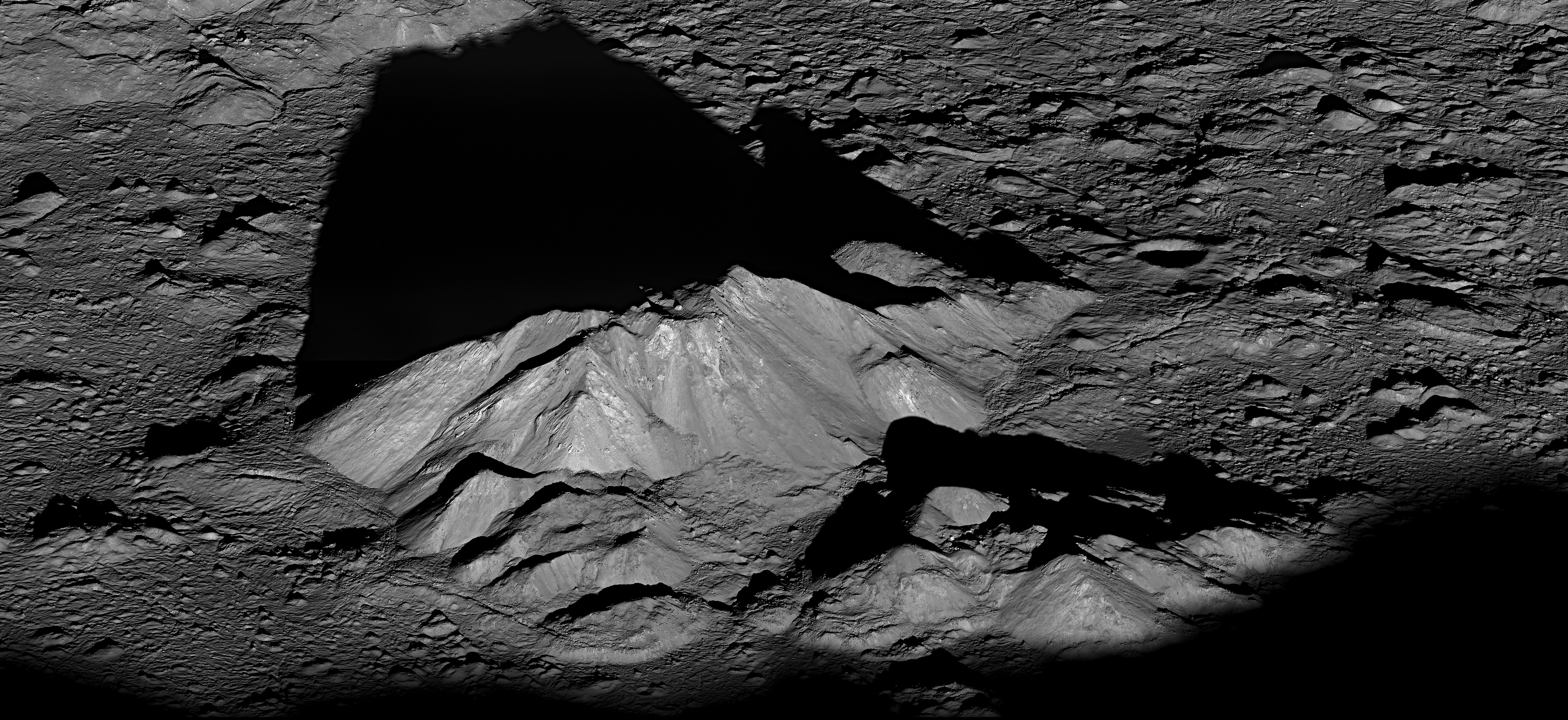
Центральный пик Тихо на рассвете. Снимок зонда Lunar Reconnaissance Orbiter, 2011

Самый длинный луч, который, по распространённой версии, принадлежит кратеру Тихо, делит пополам Море Ясности и тянется на расстояние 4000 км от кратера (3/4 длины лунного меридиана). Но он начинается не от самого Тихо, а уже далеко от него (на краю Моря Ясности), и не исключено, что его происхождение связано с кратером Менелай.
Кратер Тихо является типичным представителем кратеров диаметром свыше 50 км, для которых характерно наличие массивного центрального пика, ярко выраженная террасовидность внутреннего склона вала и сравнительно плоское дно чаши. Такие кратеры относят к классу TYC (по названию кратера).

## Исследование и наименование

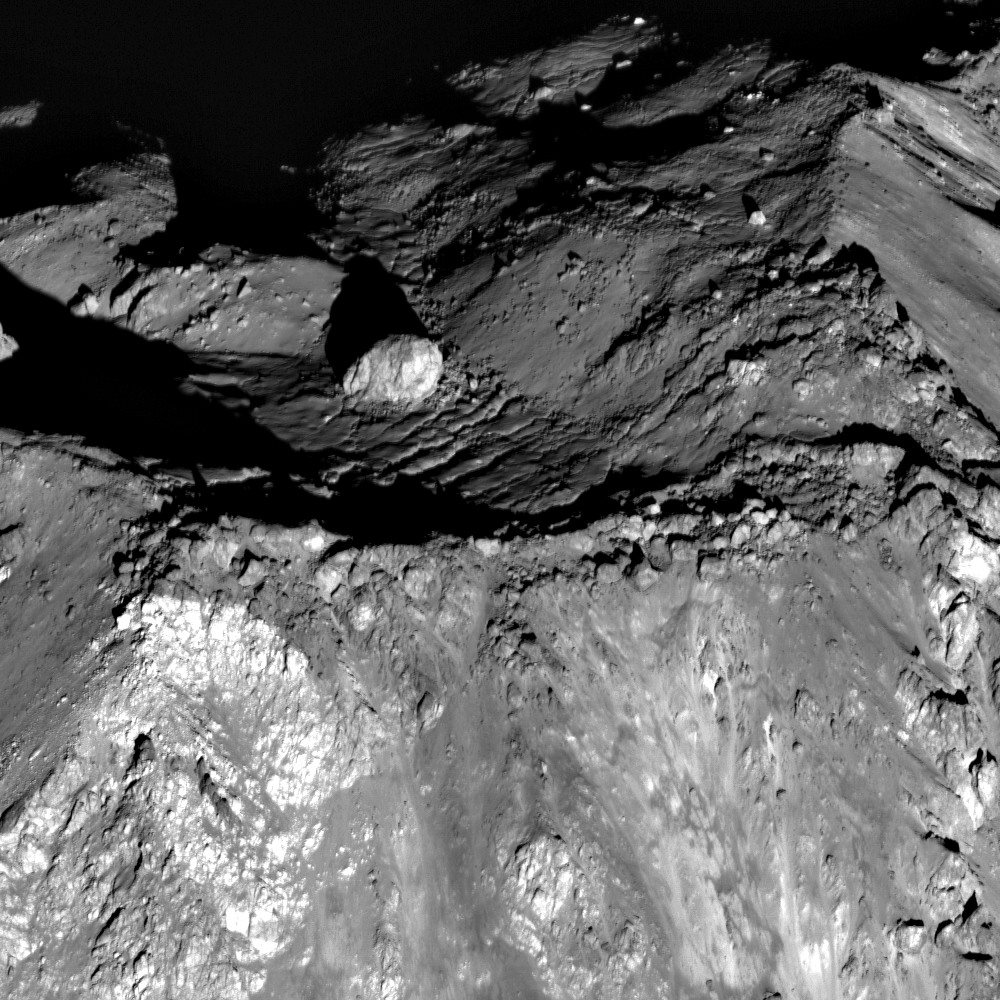
Вершина центрального пика кратера Тихо. Снимок зонда Lunar Reconnaissance Orbiter.

Кратер Тихо с окружающими его лучами был нанесён на лунные карты ещё в XVII веке. Так, его отметили на своих картах итальянский астроном Франческо Фонтана в 1629—1630 годах и чешский астроном и оптик Антон-Мария Ширлеус из Рейты в 1645 году. Разные исследователи Луны давали этому кратеру разные имена. Пьер Гассенди, издавший в 1636 одну из лучших на то время карт Луны, назвал его Umbilicus Lunaris («Пуп Луны»). Голландский астроном и картограф Михаэль ван Лангрен в 1645 дал ему имя Vladislai IV в честь польского короля Владислава IV. Ян Гевелий в 1647 назвал кратер горой Синай (Sinai Mons).
В 1651 году итальянский астроном Джованни Риччоли — один из основателей современной номенклатуры деталей поверхности Луны — дал этому кратеру имя датского учёного Тихо Браге. Его система названий кратеров вошла в употребление, и в 1935 это имя было утверждено Международным астрономическим союзом. Кроме того, в честь Тихо Браге назван 105-километровый кратер Тихо Браге на Марсе.

## Места посадок космических аппаратов
- В январе 1968 года около северного края Тихо совершила посадку американская автоматическая станция «Сервейер-7», передавшая данные о химическом составе грунта и фотографии окрестностей.
- В 1972 году на расстоянии 2250 километров от Тихо (на краю Моря Ясности) астронавты «Аполлона-17» взяли образцы пород из луча этого кратера, что позволило определить его возраст[1][2].

## Кратковременные лунные явления
В кратере Тихо наблюдались кратковременные лунные явления в виде изменения вида тёмной каймы во время затмений, свечения лучей в земной тени.

## Сателлитные кратеры

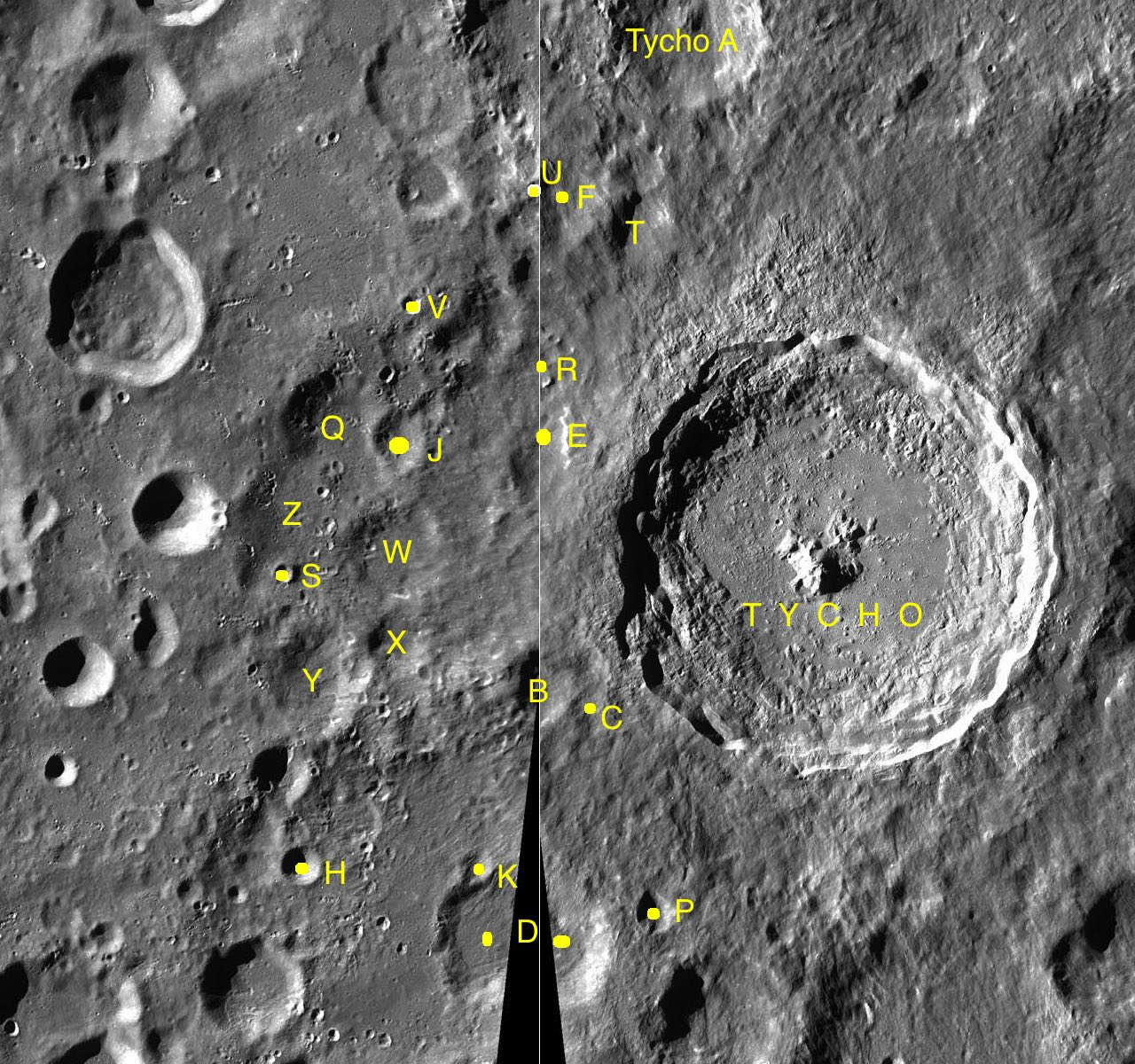
Фрагменты карты LAC-111, LAC-112.

Эти кратеры носят имя Тихо с добавкой большой латинской буквы.
| Тихо | Координаты                                            | Диаметр, км |
| ---- | ----------------------------------------------------- | ----------- |
| A    | 39°56′ ю. ш. 12°04′ з. д. / 39,94° ю. ш. 12,07° з. д. | 29          |
| B    | 43°59′ ю. ш. 13°55′ з. д. / 43,99° ю. ш. 13,92° з. д. | 14          |
| C    | 44°07′ ю. ш. 13°28′ з. д. / 44,12° ю. ш. 13,46° з. д. | 7           |
| D    | 45°35′ ю. ш. 14°04′ з. д. / 45,58° ю. ш. 14,07° з. д. | 26          |
| E    | 42°20′ ю. ш. 13°40′ з. д. / 42,34° ю. ш. 13,66° з. д. | 13          |
| F    | 40°55′ ю. ш. 13°13′ з. д. / 40,91° ю. ш. 13,21° з. д. | 17          |
| H    | 45°17′ ю. ш. 15°55′ з. д. / 45,29° ю. ш. 15,92° з. д. | 8           |
| J    | 42°35′ ю. ш. 15°25′ з. д. / 42,58° ю. ш. 15,42° з. д. | 11          |
| K    | 45°11′ ю. ш. 14°23′ з. д. / 45,18° ю. ш. 14,38° з. д. | 6           |
| P    | 45°26′ ю. ш. 13°04′ з. д. / 45,44° ю. ш. 13,06° з. д. | 7           |
| Q    | 42°30′ ю. ш. 15°59′ з. д. / 42,50° ю. ш. 15,99° з. д. | 20          |
| R    | 41°55′ ю. ш. 13°41′ з. д. / 41,91° ю. ш. 13,68° з. д. | 4           |
| S    | 43°28′ ю. ш. 16°18′ з. д. / 43,47° ю. ш. 16,30° з. д. | 3           |
| T    | 41°09′ ю. ш. 12°37′ з. д. / 41,15° ю. ш. 12,62° з. д. | 14          |
| U    | 41°05′ ю. ш. 13°55′ з. д. / 41,08° ю. ш. 13,91° з. д. | 20          |
| V    | 41°43′ ю. ш. 15°26′ з. д. / 41,72° ю. ш. 15,43° з. д. | 4           |
| W    | 43°18′ ю. ш. 15°23′ з. д. / 43,30° ю. ш. 15,38° з. д. | 21          |
| X    | 43°50′ ю. ш. 15°15′ з. д. / 43,84° ю. ш. 15,25° з. д. | 12          |
| Y    | 44°07′ ю. ш. 15°56′ з. д. / 44,12° ю. ш. 15,93° з. д. | 22          |
| Z    | 43°14′ ю. ш. 16°21′ з. д. / 43,23° ю. ш. 16,35° з. д. | 23          |

## Галерея

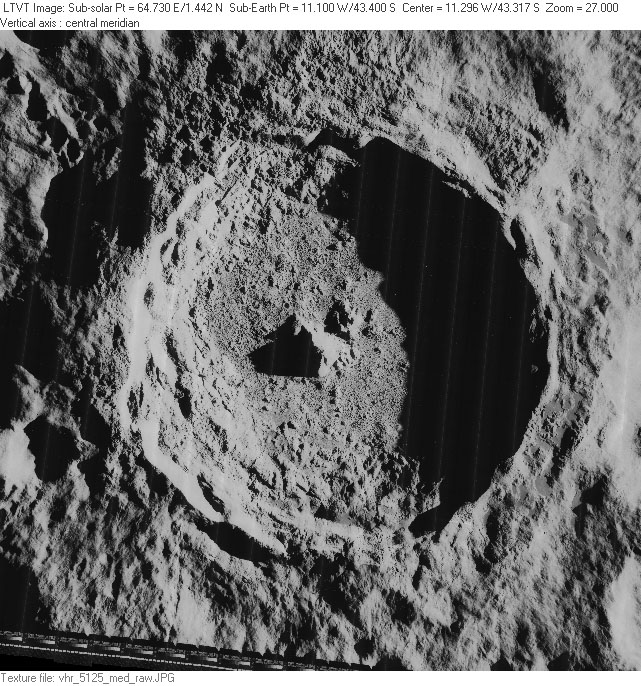
Снимок кратера Тихо с борта зонда Lunar Orbiter - V.
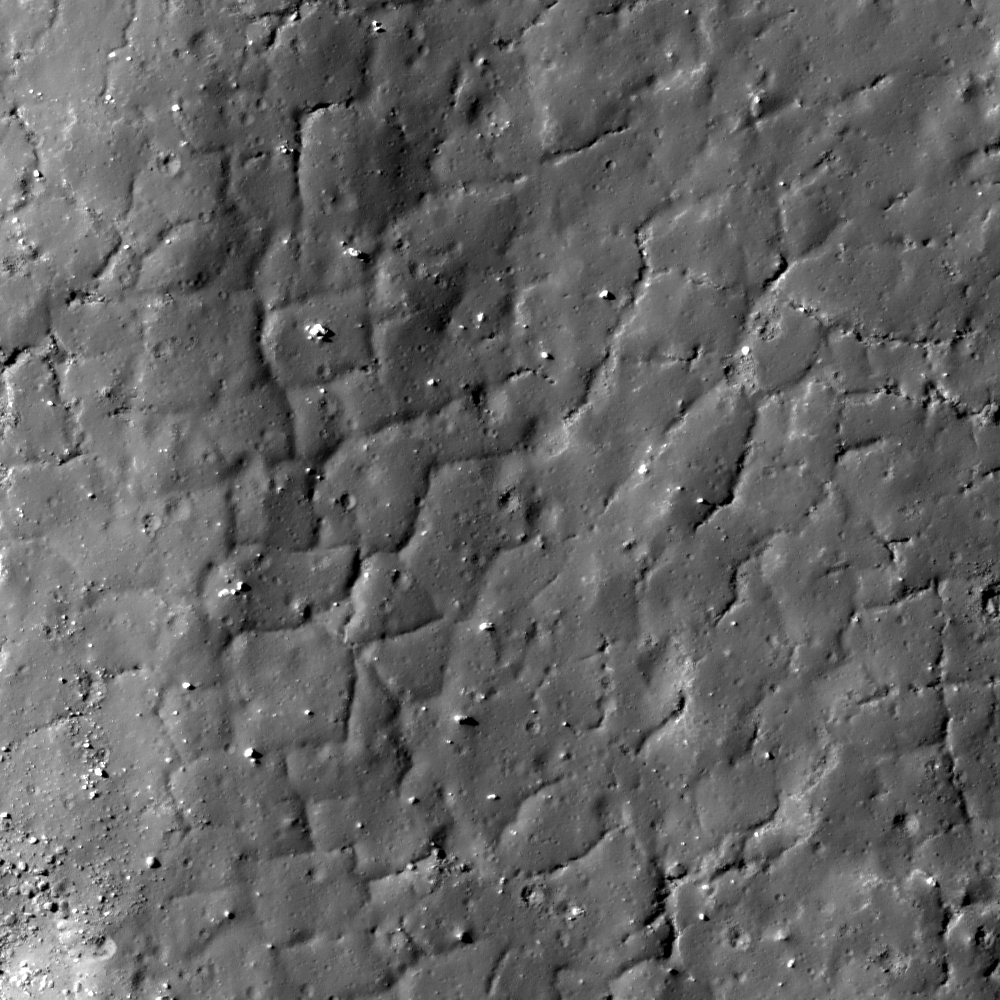
Полигональные трещины расплава за пределами кратера Тихо. Снимок зонда Lunar Reconnaissance Orbiter.
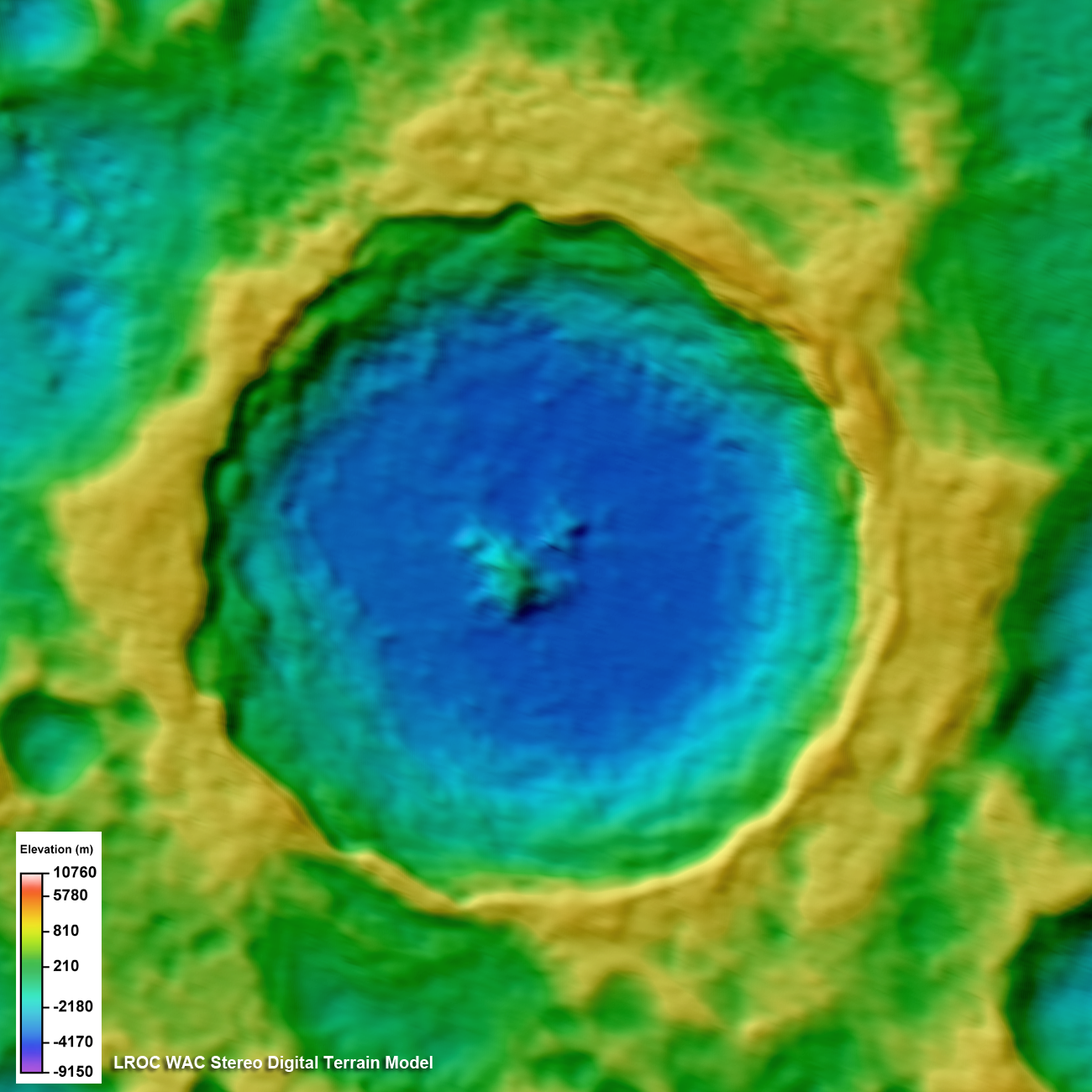
Топографическая модель кратера Тихо.
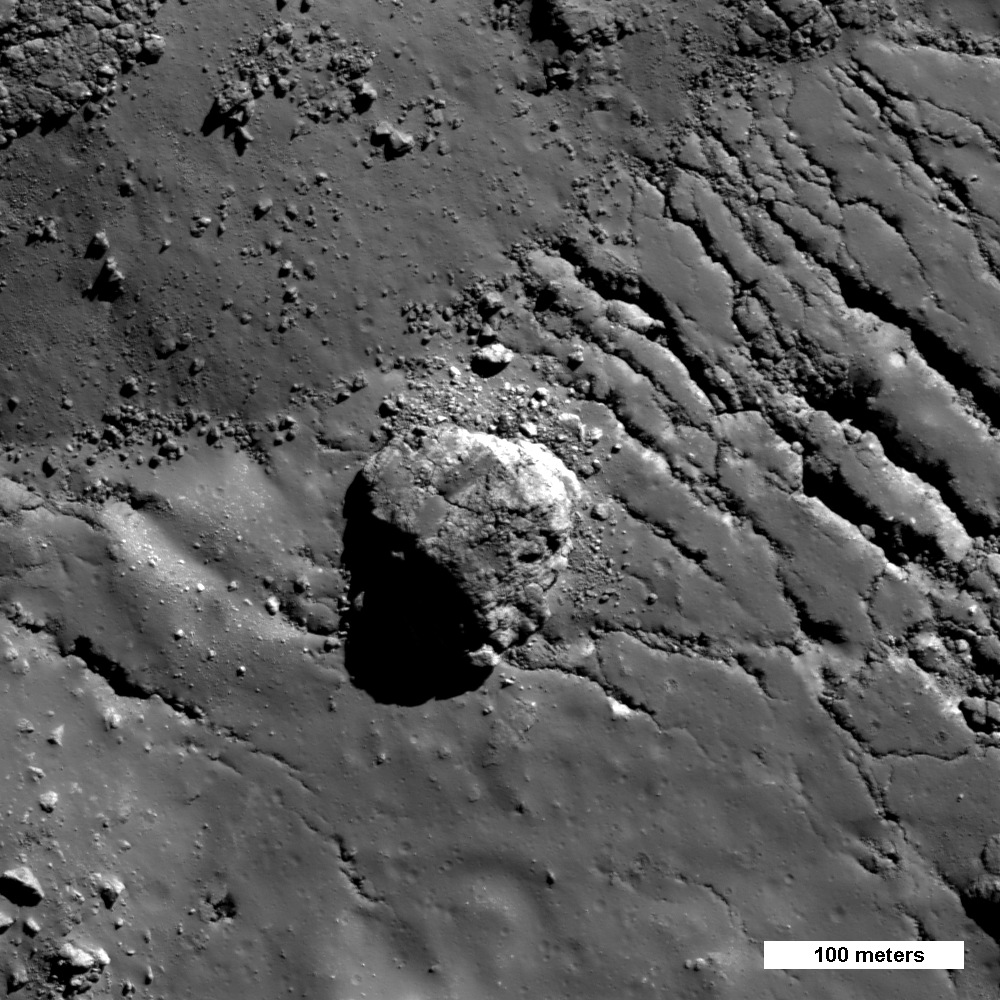
120-метровый валун на вершине центрального пика. Снимок зонда Lunar Reconnaissance Orbiter.